# Searchlight (Zeitung)
Searchlight ist eine private wöchentliche Zeitung in St. Vincent und den Grenadinen. Sie wird von der Druckerei Interactive Media Ltd. in Kingstown vertrieben und ist eine von zwei Zeitungen im Land, die sowohl in Papierausgaben, als auch online veröffentlichen.
Die Zeitung wurde gegründet, nachdem Adrian Fraser, Bassy Alexander und Renwick Rose die Zeitung The News verlassen hatten aufgrund von Meinungsverschiedenheiten mit dem Herausgeber dieser Zeitung. Die erste Ausgabe wurde am 7. April 1995 veröffentlicht. Die Zeitung erscheint jeweils freitags (print und online) und dienstags (nur online). Chief Executive Officer (CEO) war 2021 Ms. Clare Keizer.
Zum 20-jährigen Jubiläum 2015 gründete Interactive Media Ltd. die Norma Keizer Scholarship Foundation; Norma Keizer war die erste Chefredakteurin gewesen. Die Stiftung vergibt Stipendien an Schüler von weiterführenden Schulen.